# زين الدين الآمدي
زين الدين الآمدي (توفي بُعيد 712هـ - 1312م)، مهندس ولغوي وفقيه حنبلي ووَرّاق وعالم في علوم اللغة العربية، وأول من أبتكر الحروف النافرة أو البارزة التي يقرأ بها العميان وهي المعروفة الآن بطريقة بريل.

## نسبه
الشيخ الإمام زين الدين أبو الحسن علي بن أحمد بن يوسف بن خضر الآمديّ العابر. ينسب إلى آمد (مدينة ديار بكر)، أهم حواضر محافظة ديار بكر في الشمال الشرقي من بلاد الشام، وهي اليوم ضمن أراضي الدولة التركية.

## حياته
ولد في شمال كوردستان في محافظة اميدي وعاش في بغداد، وأخذ العلم في مجالس شيوخها وعلى رأسهم مجد الدين عبد الصمد ابن أبي الجيش شيخ القراءة في بغداد (ت67هـ)، وتمهر في الفقه الحنبلي وغدا من أكبر فقهائه وبرع في علوم العربية، وأتقن أيضاً اللغات الفارسية والتركية والرومية والمغولية، وكان وراقاً اشتغل بتجارة الكتب مع فقدانه البصر مذ كان صغيراً.
لم يعرف عام ميلاده ولكن من المعروف أنه عاش ونشأ في بغداد ولم يغادرها إذ أنه أصيب بفقد بصره وهو صغير ومع ذلك فقد درس على أيدي شيوخ اللغة في بغداد وكذلك درس بعض الحيل الميكانيكية. ومن المعروف أنه قد أتقن الفارسية والرومية والتركية إلى جانب العربية.
كان تاجرا في الكتب ولا ينخدع بأسعارها فكان يضع ورقة بعد فتلها حرفا أو أكثر من حروف الهجاء بعدد ثمن الكتاب بحساب الجمل ثم يلصقها على طرف جلد الكتاب ويجعل فوقها ورقة يثبتها بمادة لاصقة فإذا أراد معرفة ثمن الكتاب مس الحروف الورقية بيده.
تلك الطريقة التي استخدمها زين الدين الآمدي لكي يسهل على نفسه معرفة أثمان الكتب توضح انشغاله كعالم لغة ومهندس بفكرة القراءة للعميان فكان الآمدي كما ذكرت كتب تاريخ العلوم هو المبتكر الأول للحروف النافرة أو البارزة التي يقرأ بها العميان وهي المعروفة الآن بطريقة بريل في الكتابة وكان ذلك قبل اختراع المهندس الفرنسي برايل لها بنحو ستمائة عام، إذ أن طريقة برايل في الكتابة اخترعت عام 1236هـ / 1850 م. وللآمدي تصانيف كثيرة في اللغة والفقه وخلافه.